# 藍田書院 (臺灣)
23°54′27″N 120°41′04″E / 23.90740°N 120.68453°E
藍田書院，是位於臺灣南投縣南投市崇文里的書院、文昌廟，為南投縣古蹟。

## 歷史沿革
清廷在北投堡、南投堡分別設立土番社學。道光十一年（1831年），南投縣丞朱懋延請南北投、沙連堡兩堡士庶，於康壽庄菜園，今約在南投市康壽里藍田街的北側建立書院，提供當時的漢人及平埔族教育，名稱取自取「猶如田中種玉，玉者青出於藍」:16。
建築因道光二十五年地震加上連綿大雨傾圯不堪，由吳聯輝首倡募捐，同治三年（1864年）遷建至南投分局北側之處藍田街。今保有掛有「天上文衡」、「文明氣象」、「奏凱崇文」等清朝古匾。
日治時期初期，藍田書院右廡因抗日的戰亂被焚毀，在曾長茹首倡下募捐到1300圓進行修復:61:250。這時正殿供奉有文昌帝君像與「先聖尊神位」（孔子）、「紫陽朱夫子神位」（朱熹）:61:250。明治卅一年（1898年）5月，右廂房三間作為國語傳習所南投分教場，同年10月書院被用為南投公學校分校及師生宿舍，乃是南投國小前身，該校第一屆至第六屆均在此畢業。明治卅五年（1902年），藍田書院被捐給南投公學校，但仍保有祭祀空間:61:250。
大正元年（1912年），因為市區街道改正，書院位置被規劃成道路用地而被迫拆除:61:250。大正四年(1915年)，仕紳林文智遂發起向南投堡民募捐，大正六年（1917年）才在現址南投市崇文里文昌街重建完成。名間鄉田仔村拳師陳良彩回憶，當時藍田書院俗稱「番社」，還會教導武術。
戰後地址為崇文里文昌街140號。正殿及左右廂房全部曾被來臺國軍、軍眷佔住。至1957年由南投鎮長吳振福及地方士紳等收回大殿，重新整建，並及迎回二十餘年前因局勢及環境因素而移奉於魚池鄉木屐蘭的文昌帝君神像，又增奉祀孔子於正殿。1959年開設鸞堂，與明新書院皆主祀文昌帝君及關帝聖君。1971年成立藍田書院管理委員會。書院設立成立功德會，德興閣木偶劇團創辦人曾德性為其會員，常與鄰居曾烘淵一起補路。
1993年7月，管委會提出修復計畫，次年10月5日第一次審核會議就獲內政部五千五百萬補助，成為全縣撥給重修經費最高的古蹟。此次修復意計畫將正殿木構架的對場作延續到三川門，以恢復清朝時原貌。1998年修繕完成後，次年遇到九二一大地震，山牆多處損壞，旁鄰傷亡。
1999年10月11日，民政局統計全縣十二處古蹟有已有七處毀損，以藍田書院最嚴重。此次整修，共斥資一千二百萬元。東、西廂房分別以台中縣清水鎮、彰化縣埤頭鄉的團隊負責。2001年2月，再聘嘉義縣新港鄉師傅蔣再成與李永久，以中國大陸柴燒條紋紅磚及瓦片作修復。2002年12月8日，縣議員李合元在議會上批判修復後過於鮮明，喪失原貌。2002年12月14日重建落成啟用，書院主委李轂摩主持剪彩，立委湯火聖、文化局長陳秀義等人參加。